# Ineu (Bihor)
Ineu è un comune della Romania di 4 182 abitanti, ubicato nel distretto di Bihor, nella regione storica della Transilvania.
Il comune è formato dall'unione di 3 villaggi: Botean, Husasău de Criș, Ineu.